# Yazid Zerhouni
Yazid Zerhouni (Tabarka, 5 de septiembre de 1937-Argel, 18 de diciembre de 2020) fue un político argelino, Ministro del Interior desde 1999 hasta 2010. Entre 2010 y 2012 fungió como vice primer ministro.

## Biografía
Cursó los estudios secundarios y la Licenciatura en Derecho en Marruecos, diplomándose en relaciones internacionales. 
Miembro del Frente de Liberación Nacional desde 1955. Fue responsable del desarrollo de los servicios de inteligencia, incluyendo la Dirección General de Relaciones Exteriores del Ministerio de Defensa de 1962 a 1965. 
En 1979 fue designado Jefe de la Seguridad del Estado. Posteriormente se incorporó al servicio diplomático, permaneciendo de embajador en México, Japón y Estados Unidos, hasta que fue nombrado Ministro del Interior en 1999.